# Økologisk mad
Økologisk mad er mad fremstillet ved metoder, der overholder normerne for økologisk landbrug. Standarder varierer over hele verden, men indebærer typisk at der ikke benyttes kunstgødning eller kunstige pesticider og at der gives bedre forhold for husdyrene. Dette opnås bl.a. ved at give husdyrene mere plads i staldende og mulighed for at komme ud i det fri i løbet af deres liv. Økologiske fødevarer behandles desuden typisk ikke ved hjælp af bestråling, industrielle opløsningsmidler eller syntetiske fødevaretilsætningsstoffer.
I det 21. århundrede kræver EU, USA, Canada, Mexico, Japan og mange andre lande at producenterne opnår speciel certificering for at markedsføre deres mad som økologisk. Selvom produktionen af køkkenhaver faktisk kan være økologisk, sælges fødevarer med en økologisk etiket af offentlige fødevaresikkerhedsmyndigheder, såsom det amerikansk US Department of Agriculture, det danske Fødevarestyrelsen eller Europa-Kommissionen(EU).
Tilhængere af økologi hævder at økologisk producerede fødevarer er en del af løsningen på de tre store miljøkriser: klimakrisen, biodiversitetskrisen og forureningskrisen. Forskning viser dog, at økologisk producerede fødevarer, har samme CO2e udledning og en større negativ påvirkning på biodiversiteten, sammenlignet med konventionelt producerede fødevarer.  Dette skyldes, at økologisk producerede fødevarer kræver mere areal, for at dyrke den samme mængde mad. Økologisk mad er derfor ikke nødvendigvis mere bæredygtigt end ikke økologisk mad, i forhold til klima og biodiversitet. En mere bæredygtig kost, kan derfor nemmere opnås ved at udskifte animalske fødevare med plantebaserede, da man her kan opnå en stor reduktion af både CO2e udledning og landbrugsareal. Økologisk mad indeholder dog lavere mængder pesticider og er derfor muligvis sundere.
Efterspørgslen efter økologiske fødevarer er primært drevet af forbrugernes bekymringer for personlig sundhed og miljøet. Der kan være nogle forskelle i næringsstof- og antinæringsindholdet i organisk og konventionelt produceret mad. Den variable karakter af fødevareproduktion, forsendelse, opbevaring og håndtering gør dog det vanskeligt at generalisere resultaterne.
 Påstanden om, at "økologisk mad smager bedre" er generelt heller ikke understøttet af test. Økologiske æbler indholder dog en mere sund bakterie mikrobiota end ikke-økologiske æbler.

I 2024 købte danske forbrugere økologiske fødevarer for 16 mia. kr, heraf udgjorde frugt og grønt 6 mia kr, mælkeprodukter 3,4 mia kr, kød under 1 mia kr.